# 28479 Varlotta
28479 Varlotta è un asteroide della fascia principale. Scoperto nel 2000, presenta un'orbita caratterizzata da un semiasse maggiore pari a 2,2928836 UA e da un'eccentricità di 0,0922792, inclinata di 4,48852° rispetto all'eclittica.